# Hedwig Weiß (Malerin)

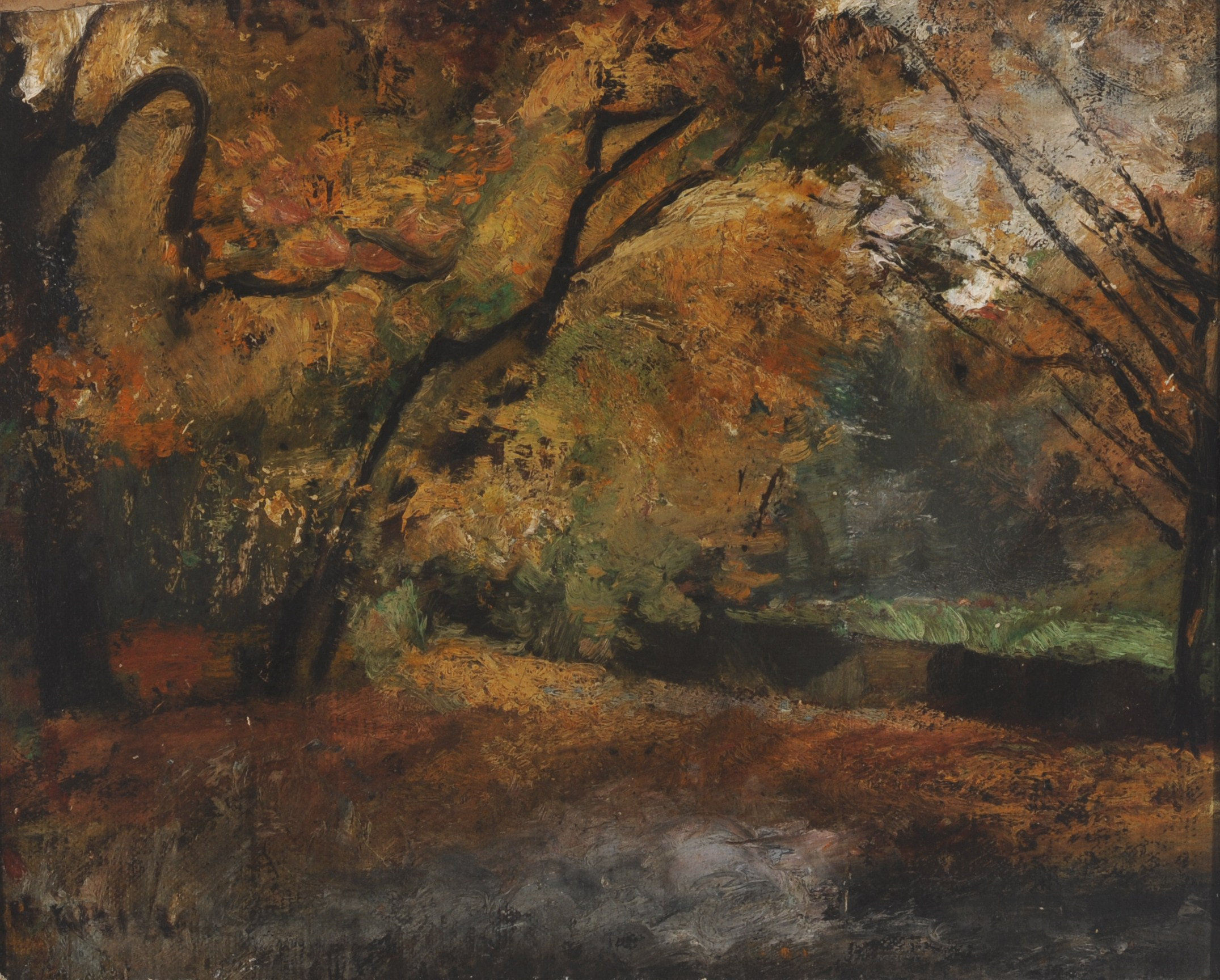
Hedwig Weiß: Berliner Tiergarten

Hedwig Weiß, auch Hedwig Weiss (* 25. Mai 1860 in Königsberg; † 7. August 1923 in Berlin) war eine deutsche Malerin und Graphikerin zwischen Realismus und Impressionismus.

## Leben
Hedwig Weiß entstammte einer evangelischen Familie. Ihr Vater war der Theologe Bernhard Weiß (1827–1918). Ihre Mutter Hermine Weiß, geb. von Woyna, hatte vor der Heirat zum Kleinadel gehört. Die Eltern förderten den Wunsch ihrer Tochter Bildende Kunst als Beruf zu betreiben – nicht nur finanziell. Zunächst bekam sie wie auch Käthe Schmidt (ab 1891 Käthe Kollwitz) Unterricht im Zeichnen bei dem Kupferstecher Rudolph Mauer in Königsberg. Dann wechselte sie an die Berliner Damenakademie in die Klasse von Karl Stauffer-Bern. Dort traf sie ihre Freundin Käthe sowie Maria Slavona und Linda Kögel, mit der sie eine lebenslange Freundschaft verband. Nach München gewechselt, studierten ihre Freundinnen ab 1887 bei Ludwig von Herterich, Hedwig Weiß zeitgleich bei dem Historien- und Genremaler Wilhelm Dürr und bei dem vom Realismus und Impressionismus geprägten Fritz von Uhde, der ihre künstlerische Arbeit wesentlich beeinflussen sollte.
1888 teilte Hedwig Weiß sich mit Olga Boznańska ein Atelier. Zurück in Berlin, wurde sie Mitglied im Verein der Berliner Künstlerinnen, trat in den Vorstand ein und präsentierte ihre Arbeiten mehrfach auf den Vereinsausstellungen. Sie engagierte sich auch bei der Vereinigung von Malerinnen im Berliner Künstlerhaus und in der Verbindung bildender Künstlerinnen.
Bereits auf der zweiten Ausstellung der Berliner Secession war sie mit einem Gemälde vertreten. Insgesamt konnte sie dort von 1900 bis 1913 fünfzehn mal ihre Arbeiten (Porträts, Landschaften, Blumenstillleben, Genreszenen in verschiedenen Techniken) zeigen. Sie bekam überwiegend positive Kritiken, etwa von Karl Scheffler, Anna L. Plehn und Max Liebermann: „Nächst Käthe Kollwitz wüsste ich keine Begabtere unter den malenden Frauen“. 1907 nahm sie an der 1. Graphischen Ausstellung des Deutschen Künstlerbundes im Deutschen Buchgewerbemuseum in Leipzig teil. 1910 wurde sie als Mitglied in die Berliner Secession aufgenommen, was nur wenigen Frauen gelang. Ab 1914 stellte sie in der Freien Secession aus. Bei der Großen Berliner Kunstausstellung war sie ebenfalls vertreten. Ferner war sie Mitglied des Deutschen Künstlerbundes.
Der Tod ihres Vaters 1918, der verlorene Erste Weltkrieg sowie die Deutsche Inflation 1914 bis 1923 bedrohten ihre Existenz. Ohne Vermögen und von einer schweren Krankheit gezeichnet starb sie 1923 in Berlin.
Hedwig Weiß und etliche ihrer Malerkolleginnen sind fast vergessen. Ein Großteil ihrer Werke sind verschollen oder verloren gegangen. Derzeit versucht ein Forschungsprojekt an der Universität Kiel unter der Federführung von Ulrike Wolff-Thomsen eine Wiederentdeckung ihrer Kunst zu erreichen und zum Wiederauffinden ihrer Werke beizutragen.

## Werke
- Damen beim Kaffeekränzchen, Titelblatt in der Münchner Jugend, Heft 50, 1896.
- Die Werke der Barmherzigkeit, Paul-Gerhardt-Stift Berlin, Öl/Wandbilder, 1893.
- Szenen aus dem Leben der Hl. Elisabeth, Villa Paul Martin Rade, Marburg, Fresken, 1901.
- Künstlerflugblatt, Nr. 36, Paul Cassirer, Lithografien, 1915.
- Porträt Käthe Kollwitz, in der Mappe Köpfe, Vernis mou, 1922.
- Berliner Tiergarten, Malpappe, 34 × 43 cm, o. J.

## Ausstellungen
- Berliner Secession, Freie Secession, Verein der Berliner Künstlerinnen
- Kunstausstellungen in Dresden, Leipzig und München.
- Nachlass-Ausstellungen: Juryfreie Kunstausstellung Berlin (1923), Herbstausstellung der Akademie Berlin (1925), Kunsthandlung J. Jasper (1925)
- „Sie sind keine Randnotiz“ Käthe Kollwitz und ihre Kolleginnen in der Berliner Secession (1898–1913), Museum „Schlösschen im Hofgarten“, Wertheim (2012)